# رايتشيخينسك
رايتشيخينسك (بالروسية: Райчихинск) هي إحدى مدن روسيا في الكيان الفدرالي الروسي أمور أوبلاست.